# 五方礁
（直译：「杰克逊环礁」，直译：「基仁诺礁」，越南语：／，直译：「海参滩」），是南海南沙群岛东北部一组圆形珊瑚环礁，直径约10.5公里，由五方头、五方南、五方尾、五方西、五方北等礁石组成。退潮时五个礁石出露，环绕一水深18.3—47.6米的礁湖。中华人民共和国、中华民国、越南、菲律宾均声称对其拥有主权，目前仍为无人礁。

## 名称
五方礁的英文名称为「杰克逊环礁」（Jackson Atoll），为纪念英国皇家海军少将亚瑟·兰伯特·杰克逊（Arthur Lambert Jackson）。他专长水文测量工作，曾于1928年作为易洛魁号（HMS Iroquois）考察船指挥官前往南海危险地带进行勘测。有中国资料把它翻译为「捷胜礁」。
五方礁的早期英文名称为「北恶作剧礁」（North Mischief Reef），最有可能是在19世纪中期，由经常往来南海区域的飞剪式帆船「恶作剧号」（Mischief）发现并以其船只命名。最迟在1861年的海图就已有此名。当时有两组礁石以「恶作剧号」命名。
1935年，中华民国水陆地图审查委员会审定公布《中国南海各岛屿华英名对照表》，其中「N. Mischief」被翻译为「北惡礁」，即是五方礁；「S. Mischief」被翻译为「南惡礁」。1939年，日本佔領南沙群島，把此礁命名爲「五礁」，直到1945年日本投降為止。
1947年10月，中华民国内政部公布《南海諸島新舊名稱對照表》，「Mischief Reef」（南惡礁）更名爲「美濟礁」，但北惡礁却不在表内。
1983年4月，中华人民共和国中国地名委员会公布《我国南海诸岛部分标准地名》，此礁定名为「五方礁」，旁注当地渔民习用名称「五孔」或「五风」。1987年广东省地名委员会编写的《南海诸岛地名资料汇编》称因为有五个地方有礁石，所以被海南渔民称为「五孔」或「五风」。
菲律宾方面称为「基仁诺礁」。越南则称为「海参滩」（越南语：／）。

## 历史
- 五方礁所处海域渔业资源丰富，是中国渔民的传统渔场。更路簿苏德柳抄本载：“自罗孔去五风，用壬丙子午，更半收，对南”，“自五风去断节，用壬丙，四更收，对南”，“自五风去鱼鳞，用辰戌，四更收，对东南，半路有线一只，名曰半路线”，“自五风头去半路线，用乾巽，二更收，对东南”。
- 1928年，英国调查船（船长）在五方礁等岛礁考察。
- 1933年，英国调查船再次在五方礁进行秘密考察。[2]
- 1936年-1937年，日本调查船号在五方礁进行短暂考察，后绘制“新南群岛海图”（IJN-HO 525）。
- 1989年5月，中国科学院南沙考察队乘“南锋703号考察船”在五方礁考察，并埋设“中国科学院南沙考察队”的科学考察标志。
- 1990年5月，中国科学院南沙考察队乘“实验3号考察船”再次考察，并在五方北埋设考察标志。
- 1994年4-5月，中国科学院南沙考察队再次考察并登上五方礁。
- 1995年3月23日，菲律宾炸毁中国在五方礁等岛礁设置的测量标志。
- 据2011年6月2日菲律宾媒体报道[14]，2011年2月25日，F/V Jaime DLS, F/V Mama Lydia DLS和F/V Maricris 12三艘菲律宾渔船在五方礁抛锚，中国海军560舰（东莞舰）对其进行驱赶喊话。菲律宾媒体声称560舰对F/V Maricris 12进行了射击。中国驻马尼拉大使馆否认以上报道，指出是海洋考察船在进行正常的研究活动。

### 菲律宾渔船五方礁搁浅事件
2016年3月2日，菲律宾媒体报道“中国已控制五方礁”，文中指出中国在五方礁部署五艘舰船，阻止菲渔民靠近；并称中国舰船停留在五方礁已逾月余。中国外交部则表示，“2015年底，一艘外国渔船在中国南沙群岛五方礁附近搁浅。船东多次尝试拖走该船未果，最后决定放弃该船，并拆走了船上主要设备。为避免该船长期搁浅影响航行安全，损害海洋环境，中国交通运输部救助打捞局近期派救捞船赴五方礁将搁浅船只拖带出浅，后予妥善处置。操作过程中，为保障航行安全和作业条件，中方对作业海域附近渔船进行了劝离。作业完成后，中方船只已返航。 ”而美国国务院发言人特纳则表示，注意到中方船只在五方礁附近海域活动相关报道，希望中方不要使用海军恐吓该海域其他国家的渔船。
直到2016年3月3日，菲律宾外交部及国防部指出“中国舰艇‘已经撤离南沙五方礁’”。而中国外交部则指出，“不存在中国海军恐吓别国渔船情况”，“个别国家在没有弄清事情原委的情况下，对中方进行不实指责，中方对此表示强烈不满”。《环球时报》将此与仁爱礁作比较。2016年3月6日，菲律宾外交部确认中方船只已撤离五方礁，并未建设新设施及填海造陆。

## 地理
五方礁位于北纬10度27-32分，东经115度41-48分范围内，位于马欢岛南偏西11海里，鲎藤礁西南22海里，半路礁西北29海里，禄沙礁东北23海里。
五方礁是南海开放型干出独立深海中型环礁。礁体平均直径约10.5公里（长轴NE-SW方向长11.5km，NW-SE方向宽10.5km），面积约80km2，礁坪200-600m不等，累计干出面积约6.3平方公里。

### 潟湖与口门
潟湖面积69.3平方公里，水深18-48米，湖底平坦，坡度平缓（坡度2-4°），北浅南深，底质珊瑚砂和珊瑚块。未见碍航点礁，可作大船锚地。通常认为潟湖共有六个潮汐通道（口门），总长度10公里（占礁体周长总长的30%，属开放型）。口门水深10-20米，除西北口门外，其他口门大型船只进出自如。缺点是屏蔽性差，泊稳条件差。
潟湖内有锚地，但天气恶劣时不起保护作用。

### 组成
| 中文   | 英语           | 越南语        | 位置       | 经纬度                                          | 乾出礁坪面积 （km2） | 低潮出露 （m） |
| ------ | -------------- | ------------- | ---------- | ----------------------------------------------- | -------------------- | -------------- |
| 五方头 | Dickinson Reef | Đá Triêm Đức  | 环礁东北侧 | 10°32′30″N 115°47′12″E / 10.54167°N 115.78667°E | 0.83                 | 0.6            |
| 五方南 | Petch Reef     | Đá Định Tường | 环礁东南侧 | 10°27′36″N 115°46′24″E / 10.46000°N 115.77333°E | 1.39                 | 1              |
| 五方尾 | Hampson Reef   | Đá Hội Đức    | 环礁南侧   | 10°28′00″N 115°43′48″E / 10.46667°N 115.73000°E | 0                    | -0.2           |
| 五方西 | Deane Reef     | Đá Ninh Cơ    | 环礁西南侧 | 10°30′00″N 115°42′06″E / 10.50000°N 115.70167°E | 1.85                 | 0.6            |
| 五方北 | Hoare Reef     | Đá Hoa        | 环礁西北侧 | 10°32′00″N 115°43′12″E / 10.53333°N 115.72000°E | 1.96                 | 1              |